# 法韦拉

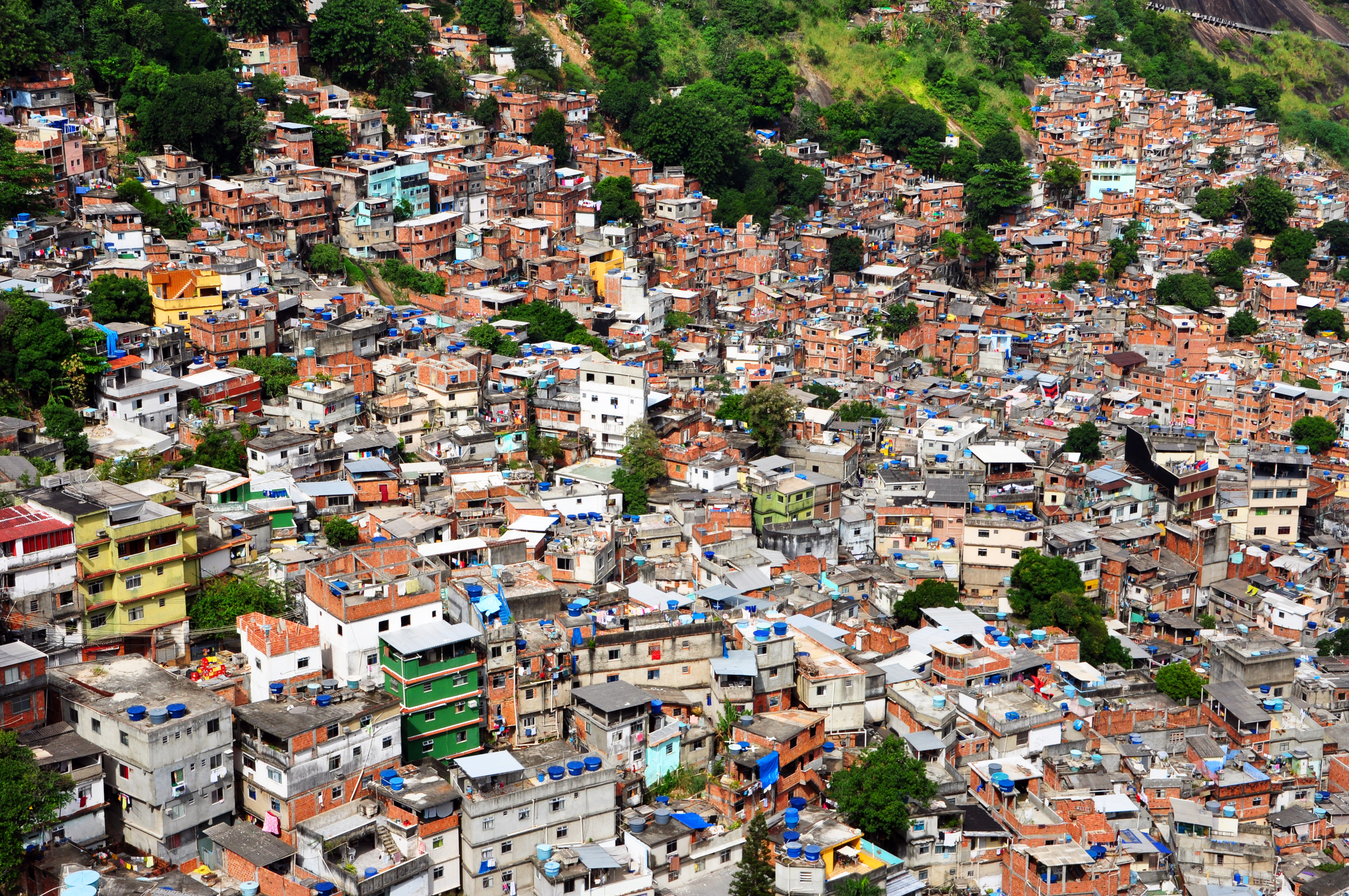
罗西尼亚是里约热内卢乃至全巴西最大的山区法韦拉，也是拉丁美洲第二大的貧民窟和棚户区

法韦拉（葡萄牙語：favela，發音：[fɐˈvɛlɐ]）是巴西几种贫困社区的统称，其通常建在大城市的郊区，环境恶劣，犯罪猖獗。此外，位于山坡上的法韦拉经常面临洪水和山体滑坡的威胁。
“法韦拉”一词可以追溯到19世纪末的里约热内卢。1897年，一些参加过卡努杜斯战争的士兵返回里约热内卢，定居在里约热内卢市中心的普罗维登西亚山上搭建的临时建筑中。此前服役期间，这些士兵曾驻扎在一个名为“法韦拉山”（Morro da Favela）的山丘。“法韦拉”在葡萄牙语中是栎叶花棘麻的俗名，这是一种当地常见的大戟科植物，其与皮肤接触时会引起刺激。当这些士兵返回里约热内卢并定居在普罗维登西亚山上后，便将该山昵称为“法韦拉山”。到了20世纪20年代，布满棚屋的山丘也开始被称为“法韦拉”。
大多数现代法韦拉出现在20世纪70年代，原因是当时巴西农村人口外流，许多人离开农村地区，搬进城市。由于找不到住处，许多人住进了郊区。根据巴西国家地理与统计局 (IBGE) 2011年12月发布的人口普查数据显示，2010年，巴西约有6%的人口居住在法韦拉和其他贫民窟。巴西5565个市镇中323个有法韦拉。

## 延伸阅读
- Mike Davies (2006) Planet of Slums (New York: Verso). ISBN 978-1-84467-160-1
- Janice Perlman (2010)  Favela: Four Decades of Living on the Edge in Rio de Janeiro  (New York: Oxford University Press) ISBN 9780195368369
- Ana Rosa Chagas Cavalcanti (2018). Housing Shaped by Labour: The Architecture of Scarcity in Informal Settlements. (Berlin: Jovis Press). ISBN 9783868595345